# 단민고륜공주
단민고륜공주(중국어: 端憫固倫公主, 1813년 7월 29일 - 1819년 12월 7일)는 도광제의 장녀이다.

## 생애
가경 18년 (1813년) 7월 3일 유시에 태어났다. 그녀가 태어났을 당시, 도광제는 황자였을 때였고, 생모 동가씨는 계복진이었다.
가경 24년 (1819년) 10월 20일, 7살의 나이로 요절하였다. 군주로 추존되어, 왕자촌에 있는 적모인 지친왕의 적복진(효목성황후)의 원침에 묻혔다. 도광제는 건륭-가경 2대 제왕이 일찍이 인정한 후계자로서 신분이 중요했는데, 즉위 전에는 1남 1녀 밖에 없었으며, 단민고륜공주는 할아버지가 군주로 추존한 것으로, 일찍 요절한 황손녀를 추존한 것은 비교적 드문 경우이다. 가경 25년 (1820년), 그녀의 아버지인 면녕이 도광제로 즉위하였다. 그 해 청명절에는 도광제가 어머니 효숙황후의 능침에 가서 제사를 지냈는데, 그 사이 북망왕자촌에서 슬픔이 밀려와 만시사 《常新店途中北望感懷》를 지어, 단민고륜공주를 추모했다. 같은 해 9월, 그녀를 단민고륜공주로 추봉하여 허가욕원침으로 이장했다.
단민고륜공주는 1년에 4번 제사를 지내는데, 제상의 용도는 황태자와 거의 같다. 단민고륜공주원침에 도광제의 일찍 요절한 차녀, 차남, 3남이 묻혔고, 1년에 두번 큰 제사를 지냈다. 그러나 단민공주원침의 규제는 매우 낮아서, 석상생, 화표, 비석도 없다. 봉분은 완전히 벽돌로 쌓아서 수미좌조차 없다.

## 참고사료
- 《청사고(清史稿) · 권166 · 표 6 · 공주표》